# 奧吉吉亞島
荷马《奥德赛》中的奥吉吉亚岛（希腊语 Ὠγυγίη），又译奥古吉埃岛（《奥德赛》王焕生译）。奥德修斯在特洛伊战争归返家园时经历了漫长的冒险，期间他在该岛被困七年。在这个岛上住着一位宁芙卡吕普索，她深深地爱上了这位来自伊塔卡的英雄，不愿让他离开，而赫尔墨斯奉宙斯旨意命令卡吕普索释放奥德修斯。仙女将此事告知奥德修斯，但他害怕自己的生命受到威胁，于是在卡吕普索庄严宣誓后，奥德修斯离开奥吉吉亚岛。
这座岛屿被奥德修斯描述为幸福和永生的天堂。